# Вернер II (Батенберг и Витгенщайн)
Вернер II фон Батенберг (на немски: Werner II von Battenberg; † ок. 1255, Мергентхайм) е граф на Батенберг и Витгенщайн (1215 – 1231) и от 1238 г. комтур на Йоанитския орден във Визенфелд (днес в Бургвалд, Хесен).

## Биография
Той е най-големият син на граф Вернер I фон Витгенщайн († пр. 1215), първият граф на Батенберг и Витгенщайн, и съпругата му фон Валдек, дещеря на граф Фолквин II фон Шваленберг и втората му съпруга Лутруд. Брат е на Видукинд I († ок. 1237), граф на Батенберг и Витгенщайн, и на Херман I († пр. 1234), граф на Батенберг (1215 – 1231), 1227 бургман в Марбург.
След смъртта на баща му през 1215 г. управлението на графството преминава на Вернер II. Той оставя братята си да участват частично в управлението. Вернер II се отказва от управлението най-късно през 1231 г. и влиза като рицар в Йоанитския орден и се нарича „Bruder Werner, Johannisspitaler, vordem Graf von Battenberg“.
Най-късно през 1238 г. той е комтур на ордена във Визенфелд, създаден от баща му или от него.